# Antonio Quarracino
Antonio Quarracino (8. august 1923 i Pollica i bispedømmet Vallo della Lucania i Italien – 28. november 1998 i Buenos Aires) var en af Den katolske kirkes kardinaler og var ærkebiskop af Buenos Aires 1990-1998.
Han blev udnævnt til kardinal af pave Pave Johannes Paul 2. i 1991.